# Gąska sosnowa

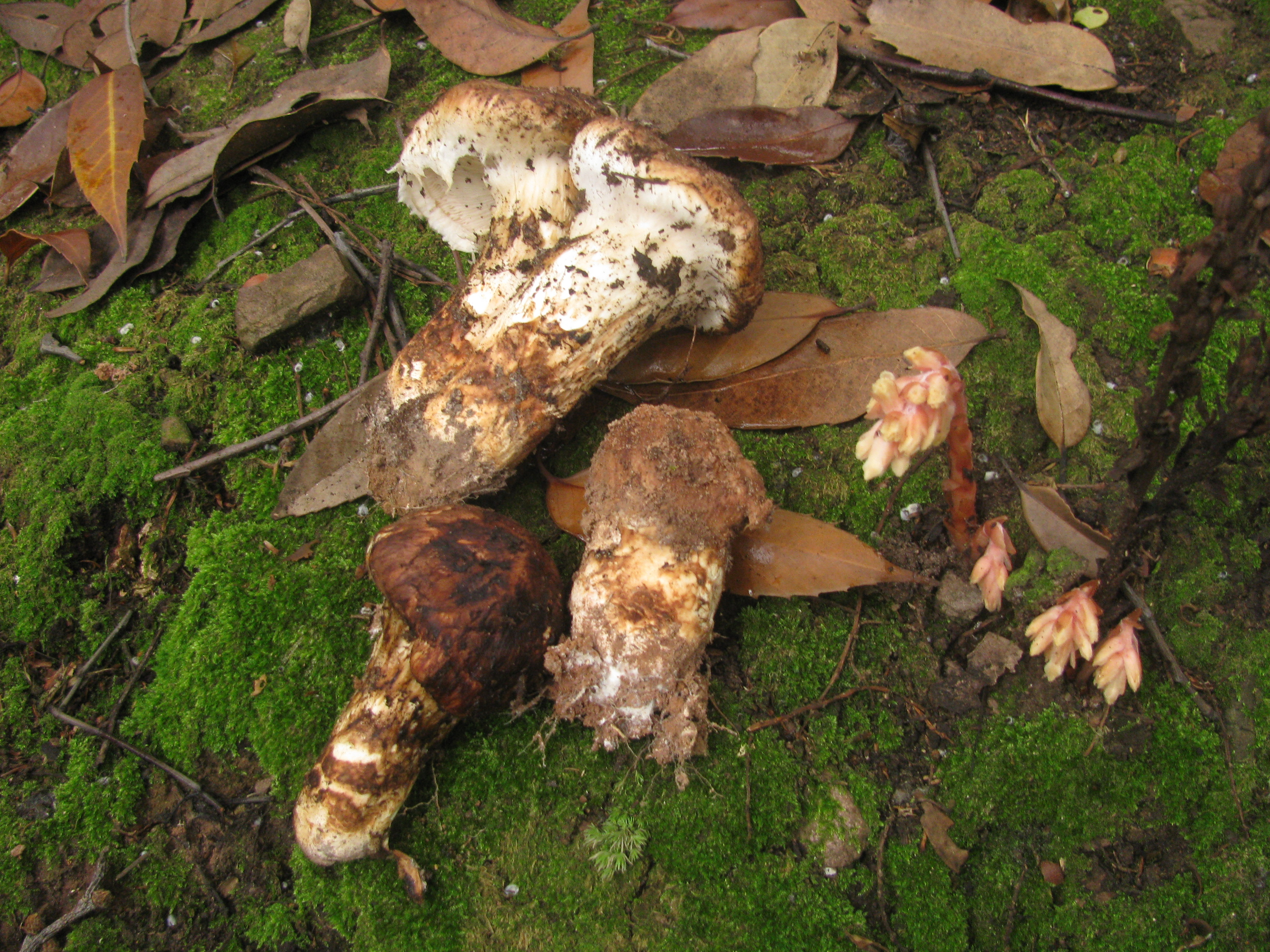

Gąska sosnowa (Tricholoma matsutake (S. Ito & S. Imai) Singer) – gatunek grzybów należący do rodziny gąskowatych (Tricholomataceae).

## Systematyka i nazewnictwo
Pozycja w klasyfikacji według Index Fungorum: Tricholoma, Tricholomataceae, Agaricales, Agaricomycetidae, Agaricomycetes, Agaricomycotina, Basidiomycota, Fungi.
Po raz pierwszy takson ten zdiagnozowali w 1925 r. S. Ito i S. Imai nadając mu nazwę Armillaria matsutake. Obecną, uznaną przez Index Fungorum nazwę nadał mu w 1943 r. Rolf Singer, przenosząc go do rodzaju Tricholoma.
Niektórzy autorzy (po przeprowadzeniu badań genetycznych na zlecenie Swedish University of Agricultural Sciences w Uppsali) uważają ten takson za identyczny z Tricholoma nauseosum, występującą m.in. w Szwecji, która z kolei została wcześniej wyodrębniona z odmiany Tricholoma caligatum var. nausseosa. Niektóre synonimy:
- Armillaria matsutake S. Ito & S. Imai 1925
- Armillaria nauseosa A. Blytt 1905
- Tricholoma caligatum var. nauseosum (A. Blytt) Bon 1990
- Tricholoma nauseosum (A. Blytt) Kytöv. 1989

Nazwę polską podał Władysław Wojewoda w 2003 r. (dla synonimu Tricholoma nauseosum (A. Blytt) Kytöv.).

## Morfologia i biologia
Grzyb mykoryzowy, wytwarzający jadalne owocniki z kapeluszami o blaszkowatym hymenoforze, a blaszki mają regularną tramę i są zatokowato wycięte przy trzonie.
W Europie występuje szereg bardzo podobnych gąsek należących do sekcji Caligata. Wszystkie one mają charakterystyczny dla tej grupy zapach, jednak posiadają szereg różnic. Dotychczas opisane gatunki to:
- Tricholoma caligatum o mniejszych zarodnikach występująca w basenie Morza Śródziemnego, na glebach wapiennych pod sosnami[7].
- Tricholoma anatolicum występująca w basenie Morza Śródziemnego pod cedrami[7].
- Tricholoma ilkkae występująca pod świerkami i sosnami, głównie na glebach wapiennych[8]. Ma mniejsze zarodniki oraz mniejsze owocniki o ciemniejszym kolorze[9].
- Tricholoma dulciolens o mniejszych, jaśniejszych owocnikach i mniejszych zarodnikach, występująca głównie na północy Europy pod świerkami (rzadko jodłami)[10]

Przez niedoświadczonych grzybiarzy bywa mylona z gąską ognistą (Tricholoma focale) która ma barwę raczej pomarańczową niż brązową, oraz pozbawiona jest charakterystycznego zapachu. Zależnie od źródła jest uznawana za jadalną, niejadalną, lub trującą.
Kolejnym grzybem mylonym z gąską sosnową jest włośnianka korzeniasta, która ma podobne barwy i również ma wyraźną osłonę blaszek u młodych owocników, jednak posiada korzeniasty trzon rosnący kilka do kilkunastu centymetrów w głąb ziemi, pachnie marcepanem oraz ma szare blaszki. Jest gatunkiem niejadalnym.

## Występowanie i siedlisko
Występuje w Europie, Azji, Ameryce Północnej i na Hawajach. Na terenie Polski opisano tylko jedno stanowisko tego gatunku – w Gdańsku w 1921 r. Obecnie w Polsce ma status gatunku wymarłego. W 2021 i 2022 roku w prasie pojawiły się doniesienia o znalezieniu stanowisk w powiecie suskim, jednak brak w nich informacji o potwierdzeniu mikroskopowym lub genetycznym przynależności gatunkowej znalezionych grzybów. Chociaż jest grzybem jadalnym, nie znajduje się na liście grzybów dopuszczonych do obrotu w Polsce.

## Znaczenie
Grzyb jadalny, spożywany w Chinach, Bhutanie i w Korei. Ceniony w Japonii (pod nazwą matsutake), gdzie jednak stał się rzadki i osiąga wysokie ceny.